# Tercera Federación - Grupo VII 2025-26
La temporada 2025-26 del Grupo VII de la Tercera Federación de fútbol comenzará el 7 de septiembre de 2025 y finalizará el 10 de mayo de 2026. Posteriormente se disputará la promoción de ascenso entre el 17 de mayo y el 7 de junio en su fase territorial, y para finalizar en su fase nacional entre el 14 y 21 de junio. Se trata de la quinta edición tras la reestructuración de las categorías no profesionales por parte de la RFEF y es la quinta categoría a nivel nacional.

## Sistema de competición
Participan dieciocho clubes encuadrados en un único grupo. Se enfrentan todos contra todos en dos ocasiones -una en campo propio y otra en campo contrario- durante un total de 34 jornadas. El orden de los encuentros se decide por sorteo antes de empezar la competición. La Federación de Fútbol de la Comunidad de Madrid es la responsable de designar las fechas de los partidos y los árbitros de cada encuentro, reservando al equipo local la potestad de fijar el horario exacto de cada encuentro.
Una vez finalizada la competición, el primer clasificado asciende directamente a Segunda Federación y se proclama campeón de Tercera Federación.
Los clasificados entre el segundo y el quinto lugar disputan un Play Off territorial en formato de eliminatorias a doble partido ida y vuelta. En caso de empate el vencedor de la eliminatoria es el equipo mejor clasificado. El equipo vencedor de este Play Off se clasifica a la Promoción de ascenso a Segunda Federación que tiene carácter de final interterritorial.
Los tres últimos clasificados descienden directamente a Preferente Madrid. Puede haber más descensos por arrastre provocados por descensos de superior categoría.

## Equipos participantes

### Ascensos y descensos
| Pos. | Ascendidos a 2.ª Federación |
| ---- | --------------------------- |
| 1.º  | R. S. D. Alcalá             |
| 2.º  | Rayo Vallecano "B"          |

| Pos. | Descendidos de 2.ª Federación |
| ---- | ----------------------------- |
| 14.º | A. D. Unión Adarve            |
| 15.º | C. D. Móstoles URJC           |

| Pos.     | Ascendidos de Preferente Madrid  |
| -------- | -------------------------------- |
| 1.º Gr.1 | U. D. Sanse "B"                  |
| 1.º Gr.2 | S. A. D. Racing Ciudad de Madrid |
| 2.º Gr.1 | C. F. Pozuelo de Alarcón         |
| 2.º Gr.2 | C. D. B. Siello F. C.            |

| Pos. | Descendidos a Preferente Madrid |
| ---- | ------------------------------- |
| 15.º | A. D. Cala Pozuelo              |
| 16.º | Aravaca C. F.                   |
| 17.º | C. D. Canillas                  |
| 18.º | C. D. El Álamo                  |

### Información de los equipos participantes
| Equipo                           | Localidad                  | Estadio                     | Capacidad |
| -------------------------------- | -------------------------- | --------------------------- | --------- |
| A. D. Alcorcón "B"               | Alcorcón                   | Anexo de Santo Domingo      | 800       |
| Atlético de Madrid "C"           | Madrid                     | Cerro del Espino            | 3.500     |
| R. C. D. Carabanchel             | Madrid                     | Campo de La Mina            | 2.000     |
| C. D. Galapagar                  | Galapagar                  | El Chopo                    | 1.000     |
| Las Rozas C. F.                  | Las Rozas                  | Dehesa de Navalcarbón       | 3.000     |
| C. D. Leganés "B"                | Leganés                    | Anexo Jesús Polo            | 1.000     |
| México F. C.                     | Madrid                     | Campo Municipal de San Blas | 1.500     |
| C. D. Móstoles URJC              | Móstoles                   | El Soto                     | 6.000     |
| A. D. Parla                      | Parla                      | Los Prados                  | 2.500     |
| C. F. Pozuelo de Alarcón         | Pozuelo de Alarcón         | Valle de las Cañas          | 2.000     |
| S. A. D. Racing Ciudad de Madrid | Madrid                     | David González Rubio        |           |
| U. D. Sanse "B"                  | San Sebastián de los Reyes | Nuevo Matapiñonera          | 3.000     |
| C. D. B. Siello F. C.            | Madrid                     | Orcasitas                   |           |
| A. D. Torrejón C. F.             | Torrejón de Ardoz          | Las Veredillas              | 500       |
| C. D. F. Tres Cantos             | Tres Cantos                | Jaime Mata                  | 1.200     |
| C. F. Trival Valderas            | Alcorcón                   | La Canaleja                 | 2.000     |
| A. D. Unión Adarve               | Madrid                     | Vicente del Bosque          | 1.200     |
| S. A. D. Villaverde San Andrés   | Madrid                     | Ciudad Deportiva Boetticher | 2.000     |

## Clasificación
| Pos. | Equipo                           | Pts. | PJ | G | E | P | GF | GC | Dif. |                                                    |
| ---- | -------------------------------- | ---- | -- | - | - | - | -- | -- | ---- | -------------------------------------------------- |
| 1    | A. D. Alcorcón "B"               | 0    | 0  | 0 | 0 | 0 | 0  | 0  | 0    | Ascenso a Segunda Federación                       |
| 2    | Atlético de Madrid "C"           | 0    | 0  | 0 | 0 | 0 | 0  | 0  | 0    | Acceso a Promoción de Ascenso a Segunda Federación |
| 3    | R. C. D. Carabanchel             | 0    | 0  | 0 | 0 | 0 | 0  | 0  | 0    | Acceso a Promoción de Ascenso a Segunda Federación |
| 4    | C. D. Galapagar                  | 0    | 0  | 0 | 0 | 0 | 0  | 0  | 0    | Acceso a Promoción de Ascenso a Segunda Federación |
| 5    | Las Rozas C. F.                  | 0    | 0  | 0 | 0 | 0 | 0  | 0  | 0    | Acceso a Promoción de Ascenso a Segunda Federación |
| 6    | C. D. Leganés "B"                | 0    | 0  | 0 | 0 | 0 | 0  | 0  | 0    |                                                    |
| 7    | México F. C.                     | 0    | 0  | 0 | 0 | 0 | 0  | 0  | 0    |                                                    |
| 8    | C. D. Móstoles URJC              | 0    | 0  | 0 | 0 | 0 | 0  | 0  | 0    |                                                    |
| 9    | A. D. Parla                      | 0    | 0  | 0 | 0 | 0 | 0  | 0  | 0    |                                                    |
| 10   | C. F. Pozuelo de Alarcón         | 0    | 0  | 0 | 0 | 0 | 0  | 0  | 0    |                                                    |
| 11   | S. A. D. Racing Ciudad de Madrid | 0    | 0  | 0 | 0 | 0 | 0  | 0  | 0    |                                                    |
| 12   | U. D. Sanse "B"                  | 0    | 0  | 0 | 0 | 0 | 0  | 0  | 0    |                                                    |
| 13   | C. D. B. Siello F. C.            | 0    | 0  | 0 | 0 | 0 | 0  | 0  | 0    |                                                    |
| 14   | A. D. Torrejón C. F.             | 0    | 0  | 0 | 0 | 0 | 0  | 0  | 0    |                                                    |
| 15   | C. D. F. Tres Cantos             | 0    | 0  | 0 | 0 | 0 | 0  | 0  | 0    | Descenso a Preferente Madrid                       |
| 16   | C. F. Trival Valderas            | 0    | 0  | 0 | 0 | 0 | 0  | 0  | 0    | Descenso a Preferente Madrid                       |
| 17   | A. D. Unión Adarve               | 0    | 0  | 0 | 0 | 0 | 0  | 0  | 0    | Descenso a Preferente Madrid                       |
| 18   | S. A. D. Villaverde San Andrés   | 0    | 0  | 0 | 0 | 0 | 0  | 0  | 0    | Descenso a Preferente Madrid                       |

Los primeros partidos se disputarán el 7 de septiembre de 2025.
 Fuente: BeSoccer

### Evolución de la clasificación
| Jornada | 1 | 2 | 3 | 4 | 5 | 6 | 7 | 8 | 9 | 10 | 11 | 12 | 13 | 14 | 15 | 16 | 17 | 18 | 19 | 20 | 21 | 22 | 23 | 24 | 25 | 26 | 27 | 28 | 29 | 30 | 31 | 32 | 33 | 34 |
| Equipo  |   |   |   |   |   |   |   |   |   |    |    |    |    |    |    |    |    |    |    |    |    |    |    |    |    |    |    |    |    |    |    |    |    |    |
| ------- | - | - | - | - | - | - | - | - | - | -- | -- | -- | -- | -- | -- | -- | -- | -- | -- | -- | -- | -- | -- | -- | -- | -- | -- | -- | -- | -- | -- | -- | -- | -- |
|         |   |   |   |   |   |   |   |   |   |    |    |    |    |    |    |    |    |    |    |    |    |    |    |    |    |    |    |    |    |    |    |    |    |    |

## Resultados
| Local \ Visitante                | ALC | ATM | CAR | GAL | LAS | LEG | MEX | MOS | PAR | POZ | RCM | SAN | SIE | TOR | TRE | TRI | UNI | VIL |
| -------------------------------- | --- | --- | --- | --- | --- | --- | --- | --- | --- | --- | --- | --- | --- | --- | --- | --- | --- | --- |
| A. D. Alcorcón "B"               | —   |     |     |     |     |     |     |     |     |     |     |     |     |     |     |     |     |     |
| Atlético de Madrid "C"           |     | —   |     |     |     |     |     |     |     |     |     |     |     |     |     |     |     |     |
| R. C. D. Carabanchel             |     |     | —   |     |     |     |     |     |     |     |     |     |     |     |     |     |     |     |
| C. D. Galapagar                  |     |     |     | —   |     |     |     |     |     |     |     |     |     |     |     |     |     |     |
| Las Rozas C. F.                  |     |     |     |     | —   |     |     |     |     |     |     |     |     |     |     |     |     |     |
| C. D. Leganés "B"                |     |     |     |     |     | —   |     |     |     |     |     |     |     |     |     |     |     |     |
| México F. C.                     |     |     |     |     |     |     | —   |     |     |     |     |     |     |     |     |     |     |     |
| C. D. Móstoles URJC              |     |     |     |     |     |     |     | —   |     |     |     |     |     |     |     |     |     |     |
| A. D. Parla                      |     |     |     |     |     |     |     |     | —   |     |     |     |     |     |     |     |     |     |
| C. F. Pozuelo de Alarcón         |     |     |     |     |     |     |     |     |     | —   |     |     |     |     |     |     |     |     |
| S. A. D. Racing Ciudad de Madrid |     |     |     |     |     |     |     |     |     |     | —   |     |     |     |     |     |     |     |
| U. D. Sanse "B"                  |     |     |     |     |     |     |     |     |     |     |     | —   |     |     |     |     |     |     |
| C. D. B. Siello F. C.            |     |     |     |     |     |     |     |     |     |     |     |     | —   |     |     |     |     |     |
| A. D. Torrejón C. F.             |     |     |     |     |     |     |     |     |     |     |     |     |     | —   |     |     |     |     |
| C. D. F. Tres Cantos             |     |     |     |     |     |     |     |     |     |     |     |     |     |     | —   |     |     |     |
| C. F. Trival Valderas            |     |     |     |     |     |     |     |     |     |     |     |     |     |     |     | —   |     |     |
| A. D. Unión Adarve               |     |     |     |     |     |     |     |     |     |     |     |     |     |     |     |     | —   |     |
| S. A. D. Villaverde San Andrés   |     |     |     |     |     |     |     |     |     |     |     |     |     |     |     |     |     | —   |